# Alpine Valley Music Theatre
Alpine Valley Music Theatre – amfiteatr położony w miejscowości East Troy, w stanie Wisconsin, w Stanach Zjednoczonych. Obiekt zbudowany został w 1977 roku i zawiera charakterystyczny drewniany dach, który pokrywa trawnik oraz pawilon z 7500 miejscami. W sumie arena składa się z 37 000 miejsc. Do 1997 roku, kiedy w Kalifornii powstał San Manuel Amphitheater, Alpine Valley Music Theatre był największym amfiteatrem w Stanach Zjednoczonych.
Alpine Valley Music Theatre stanowi często miejsce koncertów największych gwiazd. W amfiteatrze wystąpili m.in.: Guns N’ Roses, Madonna, Coldplay, Bruce Springsteen, Aerosmith, Van Halen i Mötley Crüe. 15 czerwca odbył się tu koncert Clash of the Titans w ramach którego wystąpiły zespoły Anthrax, Megadeth, Slayer oraz Alice in Chains.

## Stevie Ray Vaughan
26 sierpnia 1990 roku Stevie Ray Vaughan występował w Alpine Valley Music Theatre wraz ze swoją grupą Double Trouble, a także z Robertem Crayem, Buddym Guyem, Erikiem Claptonem oraz swoim bratem Jimmiem Vaughanem. Po koncercie opuścił budynek helikopterem, który jednak rozbił się na wzgórzu narciarskim należącym do resortu Alpine Valley. Stevie Ray Vaughan zginął wraz z czterema innymi pasażerami.

## Resort
Do właścicieli teatru muzycznego nie należy resort, w skład którego wchodzi hotel z ponad 100 pokojami urządzonymi w stylu bawarskim, a także m.in. pole golfowe i wzgórze narciarskie.